# Рудольф II (пфальцграф Рейнский)
Рудольф II Слепой (нем. Rudolf II. der Blinde; 8 августа 1306, Вольфратсхаузен — 4 октября 1353, Нойштадт) — пфальцграф Рейнский с 1329 года.
Сын Рудольфа I (ум. 1319) и Мехтильды Нассауской (ум. 1323). Племянник императора Людвига IV Баварского.
После смерти отца находился под опекой графа Иоганна фон Нассау.
Пфальц ещё в 1317 году захватил Людвиг Баварский. После того, как в 1323 году умерла Мехтильда (его ярая противница), он помирился с племянниками.
Они решили поделить Пфальц, и 4 августа 1329 года в Павии был заключен соответствующий договор. Людвиг Баварский и его сыновья получали Верхнюю Баварию и часть Верхнего Пфальца, Рудольф II и его младший брат Рупрехт I — Рейнский Пфальц.
18 февраля 1338 года братья и их племянник Рупрехт II совершили ещё один раздел владений, по которому Рудольфу II достался Нойштадт с городом Винциген.
Из-за прогрессирующей болезни глаз к концу жизни Рудольф II полностью ослеп и передал управление своими владениями брату — Рупрехту I, который и стал его наследником.

## Семья
Рудольф был женат дважды:
- 1328 — на Анне Каринтийско-Тирольской (ок. 1300—1331), дочери герцога Оттона III. Их дочь Анна (1329—1353) вышла замуж за императора Карла IV.
- вторая жена (1348) — Маргарита Сицилийская (1331—1377), дочь короля Фридриха II.